# Primula tenuiloba
Primula tenuiloba är en viveväxtart som först beskrevs av David Allan Poe Watt, och fick sitt nu gällande namn av Ferdinand Albin Pax. Primula tenuiloba ingår i släktet vivor, och familjen viveväxter. Inga underarter finns listade i Catalogue of Life.